# Anoniem (verzetsblad, Haarlem)
Anoniem was een verzetsblad uit de Tweede Wereldoorlog, dat vanaf 9 maart 1945 tot en met 4 mei 1945 in Haarlem werd uitgegeven. Het blad verscheen eenmaal per drie weken in een oplage van 300 exemplaren. Het werd gestencild en gedrukt. De inhoud bestond voornamelijk uit opinieartikelen.
Deze uitgave van een groepje rooms-katholieke jongeren had ten doel het probleem van de jeugd na de oorlog in het brandpunt van de belangstelling te plaatsen en hun belangen te behartigen. In de periode maart tot begin mei 1945 verschenen 5 gestencilde en gedrukte afleveringen. Het laatste, 6e nummer, was een handgeschreven toelichting op de doelstellingen van Anoniem.

## Betrokkenen
- G. de Leeuw
- L. Pater
- mej. G. Snijders
- A. Arens